# أي. إل. باركر
أي. إل. باركر (بالإنجليزية: A. L. Barker)‏ (13 أبريل 1918، لندن في المملكة المتحدة - 21 فبراير 2002 في المملكة المتحدة)؛ كاتِبة وروائية بريطانية.